# 布萊克霍克-卡米諾塔撒加拉 (加利福尼亞州)
布萊克霍克-卡米諾塔撒加拉（英語：Blackhawk-Camino Tassajara）是位於美國加利福尼亞州康特拉科斯塔縣的一個非建制地區。該地的面積和人口皆未知。

## 地理
布萊克霍克-卡米諾塔撒加拉的座標為37°48′36″N 121°54′50″W / 37.81000°N 121.91389°W，而該地的平均海拔高度為304米（即997英尺）。